# Velryba jižní
Velryba jižní (Eubalaena australis) je robustní kytovec z čeledi velrybovití, který se vyskytuje v jižních částech oceánů jižní polokoule. Jedná se o migrační druh – letní měsíce většinou tráví sběrem potravy v jižních částech svého areálu u hranic s Jižním oceánem, na zimu se stahuje do severnějších, o něco teplejších oblastí, jako jsou okolí západní Austrálie, novozélandských subantarktických ostrovů, břehů Jižní Ameriky (hlavně Argentina, Chile, Brazílie) a vody kolem jižní Afriky (hlavně Jihoafrická republika, Namibie, Mosambik, Madagaskar).
Velryby jižní měří typicky 11–18 m a váží obvykle 40–80 tun. Samice bývají o něco větší než samci. Jejich kůže je tmavá. Hlava tvoří čtvrtinu až třetinu těla a pokrývají jí rohovité výčnělky zvané kalozity. Ty jsou krátce po narození osídleny různonožci a svijonožci, jejichž kolonie vytváří typické světlé fleky. Ty jsou natolik unikátní, že je vědci používají k identifikaci jednotlivců. Z horní čelisti vyrůstají až 2,5 m dlouhé kostice, 200–270 na každé straně. Ty slouží k filtraci potravy, kterou tvoří zooplankton. Za den ho může velryba spořádat 2–3 tuny. Hřbetní ploutev chybí, ocas je hluboce vykrojený do písmene V. Rozmnožování probíhá celoročně, nicméně v různých oblastech dochází k vrcholným období říje ve specifických měsících. Samice kopuluje s více samci. Březost trvá 12–13 měsíců. Samice rodí vždy jen jedno mládě, které je krmeno tučným mateřským mlékem další cca rok. Druhý rok po vrhu (třetí po kopulaci/početí) využívají samice ke sběru potravy a vynahrazení energetických ztrát; typický rozmnožovací cyklus tedy trvá tři roky. K hlavním predátorům patří především kosatky dravé.
Druh byl v době velrybářských výprav Evropanů na jižní polokouli (cca 1770–1920) loven takřka k vyhynutí. Komerční nájezdy velrybářů přežilo pouze několik set, nebo maximálně několik tisíc jedinců. V roce 1935 došlo k zavedení mezinárodní ochrany velryb jižních, avšak sovětští velrybáři pokračovali s ilegálním lovem, čímž snížili rychlost obnovy populace. Současnou velikost populace je problematické určit, odhady se pohybují od 13 600 (2009) až po 20 000–25 000 (2015) jedinců. I když se jedná o mnohem menší počet než před rokem 1770, populaci nic akutně neohrožuje, a tak Mezinárodní svaz ochrany přírody druh hodnotí jako málo dotčený.

## Taxonomie
Pravé velryby, jak jsou velryby rodu Eubalaena někdy označovány, poprvé popsal Carl Linné v roce 1758. Linné však považoval všechny 3 varianty za jeden druh, který řadil do rodu Balaena (velryba). V průběhu 19. i celého 20. století se vedly neutuchající vědecké debaty o taxonomii těchto kytovců. Diskuse probíhaly i o zařazení příbuzné velryby grónské. Ještě v roce 1998 americký biolog Dale W. Rice do své knihy „Mořští savci světa“ (Marine mammals of the world) zahrnul pouze jeden druh pravých velryb, jelikož podle něj neexistovalo dostatek vědeckých podkladů o tom, že se jedná o oddělené druhy či poddruhy. Rice nicméně uznal tři oddělené populace, a sice v severním Atlantiku, severním Tichomoří a na jižní polokouli.
Postavení velryby jižní v rámci čeledi Balaenidae (velrybovití)

|  | E. glacialis (velryba černá)                                                                    |
|  |                                                                                                 |
|  | \| \| E. japonica (velryba japonská) \| \| \| \| \| \| E. australis (velryba jižní) \| \| \| \| |
|  |                                                                                                 |
|  | E. japonica (velryba japonská)                                                                  |
|  |                                                                                                 |
|  | E. australis (velryba jižní)                                                                    |
|  |                                                                                                 |

|  | E. japonica (velryba japonská) |
|  |                                |
|  | E. australis (velryba jižní)   |
|  |                                |

|  | E. glacialis (velryba černá)                                                                    |
|  |                                                                                                 |
|  | \| \| E. japonica (velryba japonská) \| \| \| \| \| \| E. australis (velryba jižní) \| \| \| \| |
|  |                                                                                                 |
|  | E. japonica (velryba japonská)                                                                  |
|  |                                                                                                 |
|  | E. australis (velryba jižní)                                                                    |
|  |                                                                                                 |

|  | E. japonica (velryba japonská) |
|  |                                |
|  | E. australis (velryba jižní)   |
|  |                                |

Taxonomický průlom nastal až rozsáhlou studií mitochondriální DNA, kterou v roce 2000 publikoval tým vědců v čele s Howardem C. Rosenbaumem z Amerického přírodovědného muzea. Podle této studie lze u pravých velryb nalézt tři jasně oddělené linie. Autoři navrhli, že pravé velryby byly původně rozšířeny na severní polokouli a v dobách pleistocenního zalednění, kdy došlo k ochlazení oceánských vod, část populace přeplula rovník. K izolaci této části populace došlo následným oteplením moří (velryby se zdržují výhradně v chladných vodách a do tropických vod se nevydávají) a teplé vody kolem rovníku se tak pro ně staly přirozenou bariérou. Podle výsledků studie jsou velryby jižní více příbuzné s velrybami japonskými než s velrybami černými. Rozdělení velryb černých a japonských do dvou samostatných druhů bylo patrně završeno vznikem Panamské šíje (asi před 3,5 miliony lety), která fyzicky zabránila oběma populacím v mísení.
Rozdělení pravých velryb do třech druhů bylo v roce 2001 podpořeno vědeckým výborem při Mezinárodní velrybářské komisi (International Whaling Commission, IWC) i následnými rozbory jaderné DNA.
Rodové jméno Eubalaena je složeninou řeckého eu („pravý“) a latinského balaena („velryba“), v překladu tedy „pravá velryba“. Druhové jméno australis pochází z latiny a dalo by se přeložit jako „z jižní polokoule“. Maorský název druhu je tohorā.

## Popis
Velryba jižní má robustní tělo, které zdaleka není tak hydrodynamicky tvarováno jako u některých jiných velkých kytovců. Jeho barva je černá, někteří jedinci občas mívají různě velké bílé skvrny na břichu, případně i na zádech. Byly zaznamenáni i černo-modří, světle hnědí nebo i takřka cele bílí jedinci s tmavým kropením. Stejně jako ostatní velrybovití, velryba jižní má tělo pokryté hladkou kůží, široké prsní ploutve mají tupé zakončení, dorsální (hřbetní) část těla je široce zploštělá, hřbetní ploutev a hrdelní rýhy (známé např. u plejtváků) úplně chybí. Prsní ploutve jsou dlouhé 1,7 m a lze na nich vidět uspořádání prstů. Ocas velryby je široký, má trojúhelníkový tvar s hlubokým výkrojem uprostřed.

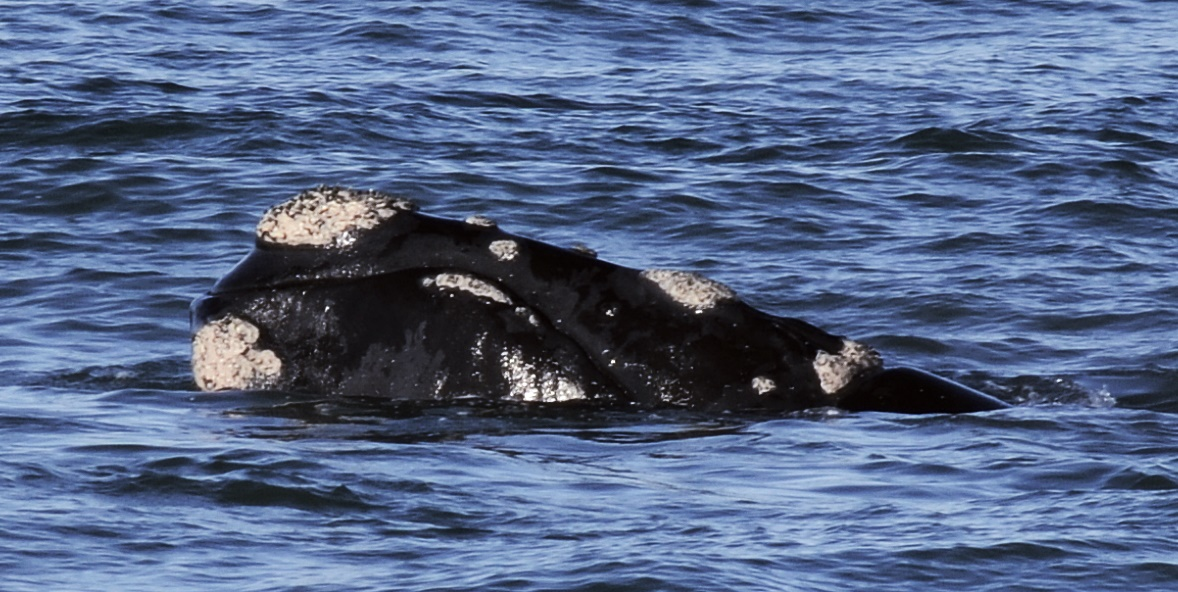
Horní čelist velryby vykukující z vody s patrným bonnetem (největší kalozita na konci střední části horní čelisti) porostlým korýši

Délka těla dospělých jedinců je 11–18 m (průměrně 16 m), hmotnost se může pohybovat v rozmezí 20–100 tun, nejčastěji je 40–80 tun. Největší jedinec měřil přes 18 metrů a vážil 115 tun. Kolem 40 % hmotnosti představuje tuk. Samice jsou o něco delší a těžší než samci. Mláďata po narození měří 4–5 m a váží 0,8–1 tunu. Jejich zbarvení je po narození o něco světlejší než u dospělců a jejich barva tmavne až časem.
Hlava je vzhledem ke zbytku těla extrémně velká – představuje čtvrtinu až třetinu délky těla. Mozek váží pouhé 2,4–3 kg (3 kg mozek u 60 tunového jedince by vytvářel poměr hmotnosti mozku k tělu 1:20 000; srv. lidský mozek váží kolem 1,35 kg, u 80 kg člověka by tedy byl poměr 1:59). Na hlavě vyrůstají rohovité mozolovité útvary zvané kalozity. Největší z nich je umístěn uprostřed horní čelisti a nazývá se bonnet (pojem z angličtiny, doslova znamená „dámský čepec“). Kalozity bývají pokryté drobnými různonožci z čeledi Cyamidae a svijonožci, kteří dávají rohovitým výrůstkům bělavé, narůžovělé, žlutavé či naoranžovělé zbarvení. Jejich kolonie utváří na těle velryb unikátní vzorce, které lze využít k identifikace konkrétních velryb. Další kalozity bývají umístěny nad očima, u dýchacích otvorů a po stranách obou čelistí. Samci vedle nižší hmotnosti mívají větší i četnější kalozity než samice.
Horní čelist je prohnutá, spodní čelist širší a delší s masivními spodními pysky, které jsou silně lukovitě prohnuté směrem nahoru a výrazně překrývají horní čelist. U dospělých samců vyrůstají na špičkách čelisti krátké štětiny – kolem 100 u horní čelisti a až 300 ze špičky dolní čelisti. Tyto štětiny patrně mají senzorickou funkci. Z horní čelisti vyrůstají dvě nezávislé řady kostic, jejichž počet se pohybuje kolem 200–270 na každé straně a délka dosahuje až 2,5 m. Výdechová fontána má tvar písmene V, což je způsobeno šikmo postavenými párovými dýchacími otvory. Výška fontány může dosahovat 6 m.
Velrybovité lze od ostatních kytovců poměrně jednoznačně identifikovat podle mohutného tmavého těla a mozolovitých výrůstků na hlavě. Všichni čtyři velrybovití si jsou však velmi podobní a pomine-li se geografický výskyt, jsou ve vodě navzájem prakticky k nerozeznání. Velryba černá mívá oproti velrybě jižní na horní čelisti souvislejší vrstvu kalozit, naopak na spodní čelisti jich mívá méně než velryba jižní, která mívá kalozitami pokryté hlavně horní okraje spodní čelisti.

## Rozšíření a populace

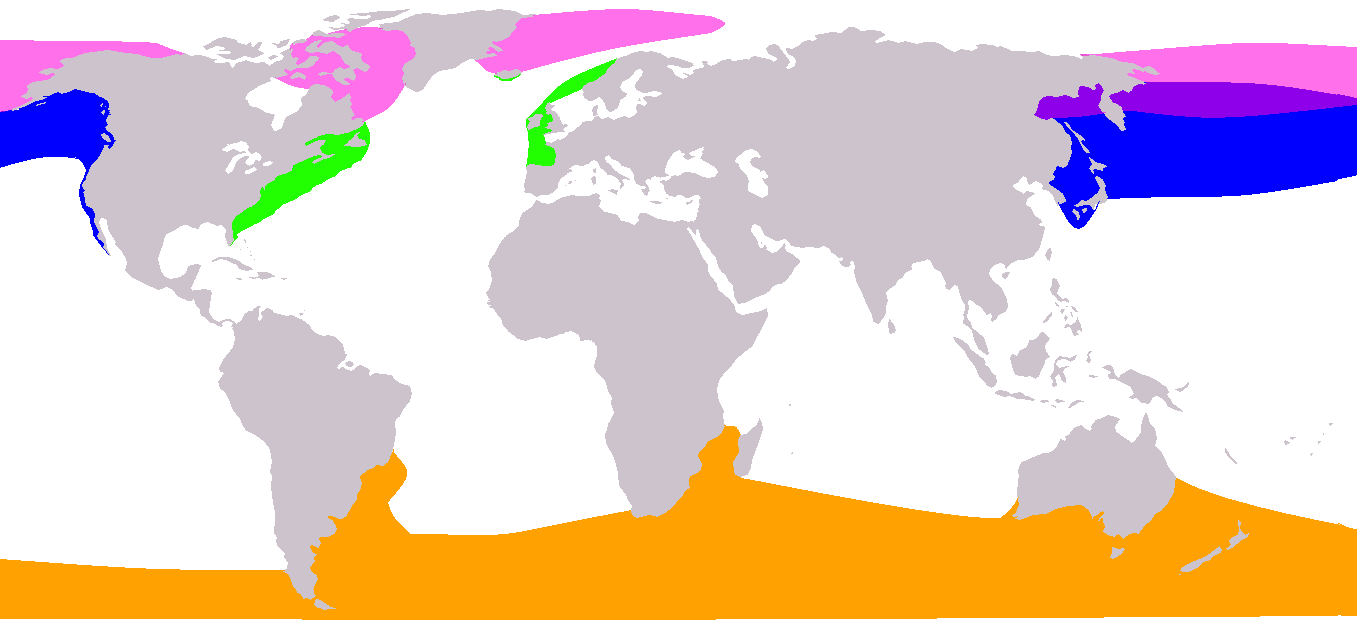
Mapa rozšíření velrybovitých:
Velryba jižní
Velryba černá
Velryba grónská
Velryba japonská

Velryby jižní jsou rozšířeny pouze na jižní polokouli, kde obývají studené vody jižních oblasti Pacifického, Indického a Atlantského oceánu mezi cca 20–55° j. š. Ojediněle se mohou objevit i ještě jižněji až u antarktických břehů při 65° j. š. Velryby tak lze spatřit u pobřežních oblastí Chile, Argentiny, Peru, Uruguay, Brazílie, Jihoafrické republiky, Mosambiku, Namibie, Madagaskaru, Austrálie, Nového Zélandu a subantarktických ostrovů jako jsou Jižní Georgie, Svatá Helena, Ascension a Tristan da Cunha, Bouvetův ostrov, Jižní Sandwichovy ostrovy nebo Kergueleny.
V rámci druhu existuje několik subpopulací, které jsou částečně geneticky uzavřeny, tzn. mísí se jen ojediněle. K těm hlavním patří argentinsko-brazilská, jihoafrická, východoafricko-mosambická, západoaustralská, jihovýchodně australská, novozélandská a chilská subpopulace. Subpopulace kolem Argentiny, Jihoafrické republiky a Austrálie jsou nejpočetnější.
Celkový počet velryb jižních je problematické určit. V roce 1997 bylo množství odhadováno na 7 571 jedinců a předpokládaný růst u tří největších subpopulací byl 7–8 % ročně. Odhad z roku 2009 se zmiňuje o 13 600 kusech, americká bioložka Annalisa Berta odhadovala celkovou populaci k roku 2015 na cirka 20–25 tisíc. IUCN velikost populace k roku 2018 hodnotil jako neznámou, stejně neznámý je i souhrnný populační trend, tzn. zda je klesající, stoupající nebo stabilní.
Populační trendy jsou nicméně známy u některých dílčích populací. Např. subpopulace v jihozápadním Atlantiku i západní Austrálii od konce 10. let 21. století už nerostou jako v předešlých desetiletích a početnost subpopulace kolem západního pobřeží jižní Afriky prudce poklesla. Chilská subpopulace je považována za kriticky ohroženou, protože i přes tamější ochranu počty velryb nerostou do původních hodnot. K roku 2015 se počet chilské subpopulace odhadoval na pouhých 15 jedinců.

## Ekologie

### Pohyb
Velryby jižní jsou migračním druhem. Každoročně se v letních měsících stahují do krmišť v jižnějších oblastech svého výskytu, kde je dostatek zooplanktonu, na kterém kytovci hodují. Na zimu migrují zpět do severnějších oblastí. Následkem vysokého a širokého těla jsou velryby jižní pomalí plavci. Pohybují se běžně rychlostí kolem 7 km/h, v případě potřeby však dokáží vyvinout rychlost i 15 km/h.
Typický ponor vypadá tak, že velryba se vynoří po předešlém ponoru a asi 4–6krát vyfoukne vodu z dýchacího otvoru. Mezi jednotlivými vydechnutími je cca 10–30 sekund pauza. Poté velryba vyzdvihne špičku hlavy do výše, mohutně se nadechne a ponoří hlavu strmě dolů. Větší část jejího hřbetu se zvedne nad vodní hladinu a následuje krátké vynoření mohutného ocasu, který ve svislé poloze zanedlouho zmizí pod hladinou. Potápí se do hloubek do 200 m na dobu do 22 minut.

### Rozmnožování

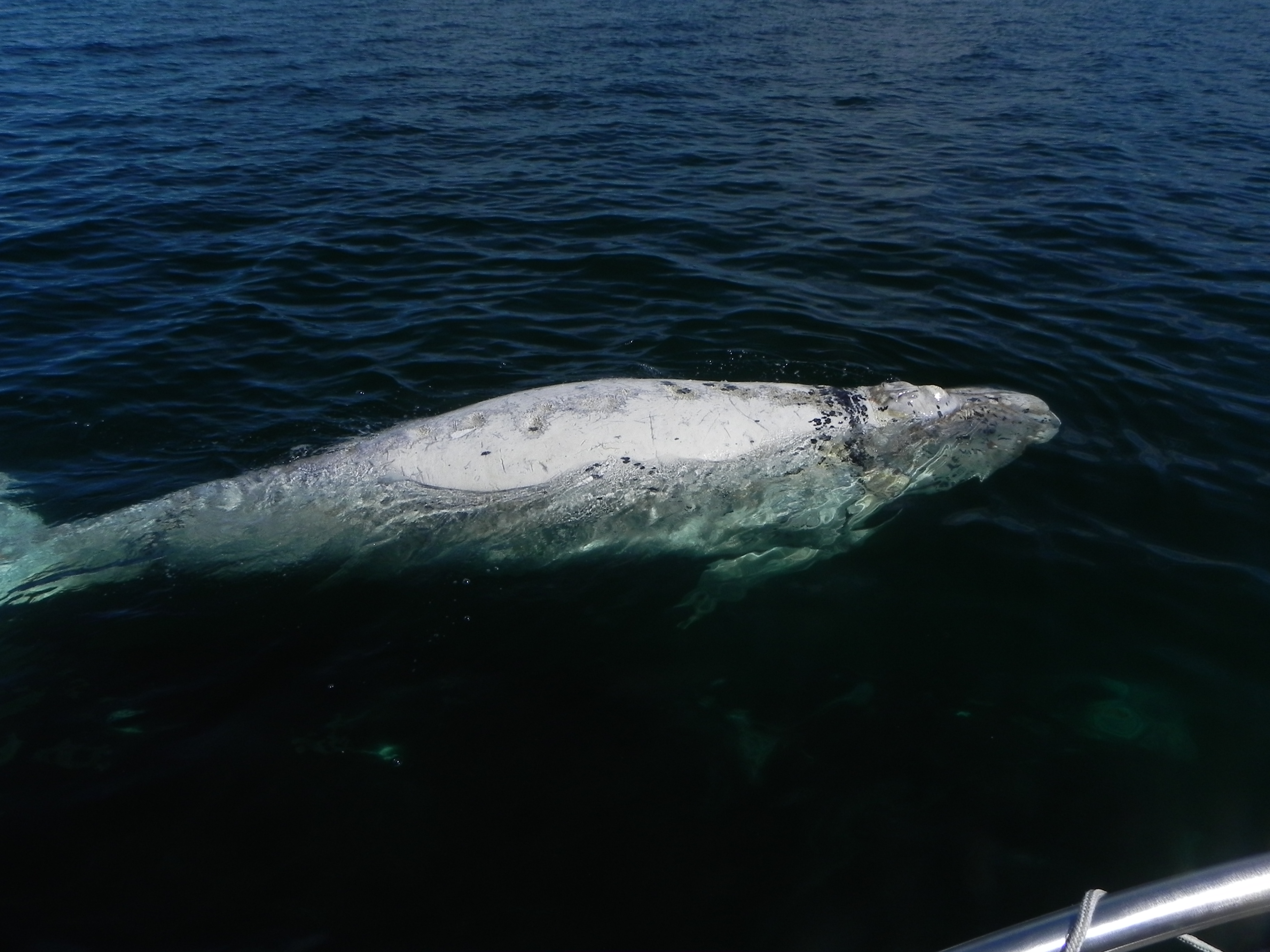
Bílé mládě velryby jižní u argentinských břehů

Velryby jižní se rozmnožují víceméně po celý rok, i když to se může místně lišit. Např. u argentinských břehů probíhá nejvíce rozmnožovacích aktivit během srpna a září. V novozélandských vodách se velryby rozmnožují nejčastěji v zimních a jarních měsících. Druh je polygamní; rozmnožování probíhá ve skupinkách zahrnující několik samců (obvykle max. 7) na jednu samici. Jedinci kolem sebe pomaličku proplouvají, přičemž samci se o samici někdy otřou ploutví nebo tělem, čímž jí projevují svůj zájem. Samice dá najevo připravenost k páření položením se na hladinu s břichem dolů. Samec se obrátí břichem nahoru a se svým 1,8 m dlouhým, dobře pohyblivým penisem hledá pochvu velrybice. Páření probíhá 1–2 hodiny. Pokud samice potřebuje pauzu, obrátí se břichem nahoru.
Varlata jsou extrémně velká a těžká, dosahují délky až 2 m a váhy 500 kg na varle. To patrně vypovídá o tom, že reprodukční úspěšnost samců závisí spíše na spermatické soutěživosti než na té sociální. Během páření se totiž samice páří s velkým množstvím samců, aby zvýšeným přísunem spermatu navýšila své šance na zabřeznutí. Čím více spermatu samec má, tím větší šanci má na vypláchnutí spermatu předchozího samce. I během skupinového páření, které typicky zahrnuje jednu samici a několik samců, se samci zaměřují hlavně na vlastní kopulaci. Vzájemně se nezastrašují a neodhánějí a někdy si dokonce pomáhají.
Období březosti trvá kolem 12–13 měsíců. Samice poté porodí jedno mládě. To už má přítomné kalozity, ty však ještě nejsou plně vyvinuty. Ke kolonizaci kalozit různonožci dochází již v prvních měsících života. Mláďata jsou kojena dalších cca 6–12 měsíců, v blízkosti matky však zůstávají další 2 roky. Po narození váží mláďata kolem jedné tuny. Prvních několik týdnů přibírají až 100 kg denně a po 4–6 měsících tak váží 8–9 tun. Mateřské mléko velryb je extrémně výživné, obsahuje až 60 % tuku.

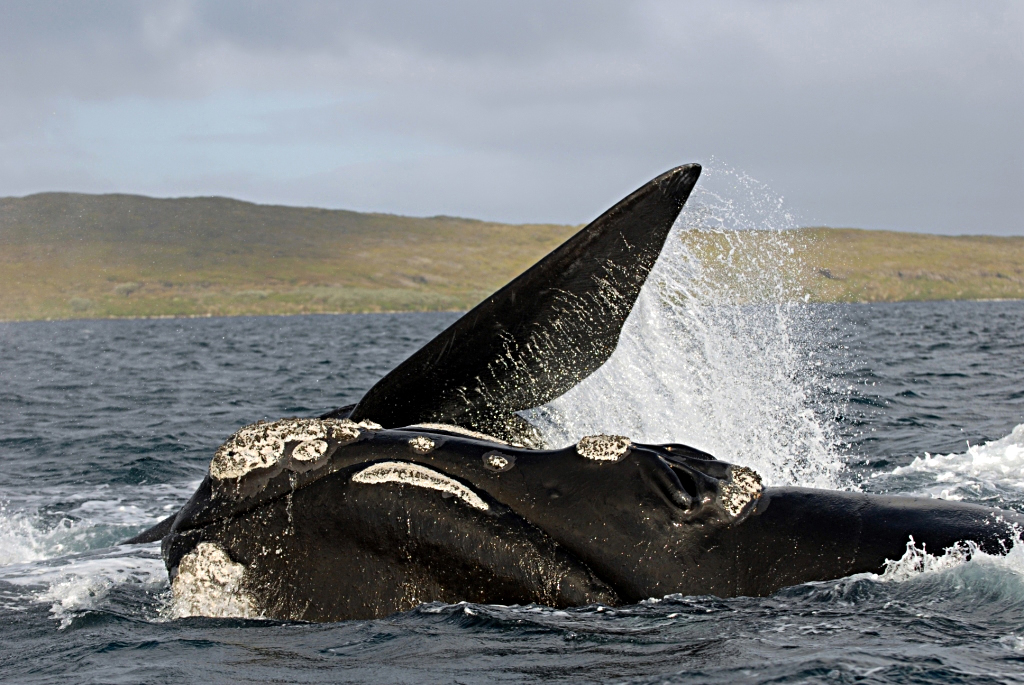
Velryba jižní u Aucklandských ostrovů při pleskání ploutví o hladinu moře

Při bezproblémové březosti a výchově mláďat dochází k zabřeznutí samic co 3 roky; první rok prochází matky březostí, druhý rok dochází k laktaci a třetí rok je vyhrazen k nahrazení tukových zásob ztracených během předešlých, energeticky náročných dvou let. V případě ztráty potomka či potratu se typický tříletý interval může zkrátit na 2 roky nebo naopak prodloužit na 4–5 let. Mimořádně výkonným samicím, které dokázaly bezproblémově porodit a vyvést potomka, se občas stane, že „přeskočí“ rok odpočinku a pokusí se zabřeznout po 2 letech.
Velryby jižní se dožívají vysokého věku. Mohou žít nejméně 70 let a podle některých zdrojů až 100 let a více.

### Zvukové projevy
Velryby dokáží být na hladině poměrně hlučné – a to zejména v důsledku pleskání ploutvemi a tělem o hladinu. Vedle toho v případě podráždění vydávají během vydechování nízko položený mručivý zvuk.
Pod vodou vydávají celou řadu různých zvuků, jako jsou chrochtání, sténání, cvakání či krkání. Frekvence těchto zvuků je nízká, pohybuje se pod 1000 Hz. Nejčastějším typem zvuku je krátké kontaktní volání připomínající nízko položené říhnutí. Tento typ zvuku používají samci i samice. Jeho frekvence se liší v závislosti na lokaci a subpopulaci, naměřené hodnoty se pohybovaly mezi 65–214 Hz. Délka zvuku se pohybuje od 0,6–1,5 sekundy. Matka používá pro komunikaci se svým potomkem v době potápění krátká volání, jejichž účelem je patrně koordinovat pohyb mláděte během ponoru. Míra opakování i frekvence těchto volání je jen velmi nízká (1 volání na ponor, méně než 10 za hodinu), což patrně může odrážet snahu matky snížit pravděpodobnost přilákání pozornosti predátorů (kosatek).

### Potrava

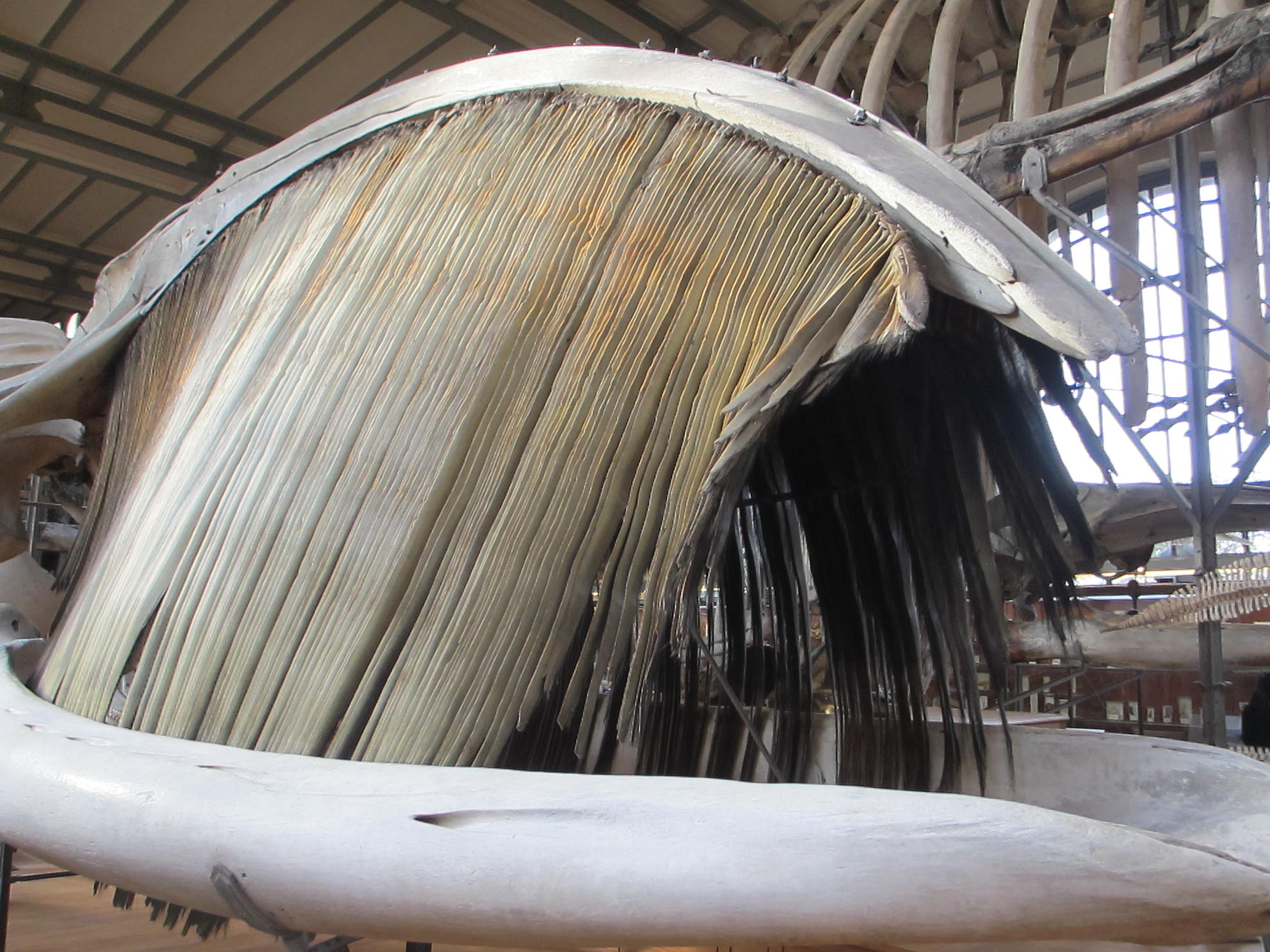
Kostra čelistí velryby s patrnými kosticemi, které používá k filtraci potravy

Zatímco zimní měsíce tráví velryby v pobřežních, severnějších oblastech, na léto migrují do jižněji položených pastvišť někdy až hranicím Jižního oceánu (60° j. š.). Tam dochází k poměrně intenzivnímu krmení zooplanktonem. Krmí se tzv. sběračstvím, které spočívá v pomalém proplouvání vodou s plně otevřenou tlamou, do které nabírá vodu spolu se zooplanktonem. Ten se zachycuje na koncích kostic. Občas velryba ústa pomalu zavře a vytlačí vodu ven, přičemž potravu zachytí uvnitř tlamy hustá síť kostic. Ke sběru potravy dochází u hladiny, pod hladinou i při dně.
Konkrétní složení potravy se liší podle oblasti. Velryby bývají do značné míry oportunistické, čili sbírají jakoukoliv dostupnou potravu, která se dá dobře filtrovat přes kostice. Např. v Jižní Georgii patří k hlavní potravě tamější subpopulace krunýřovka krillová. U břehů Patagonie se kytovci krmí larvami desetinožců z rodu Munida i klanonožců a u antarktických břehů patří k hlavní potravě krill. Velryby sežerou 2–3 tuny potravy denně.

### Chování při hladině

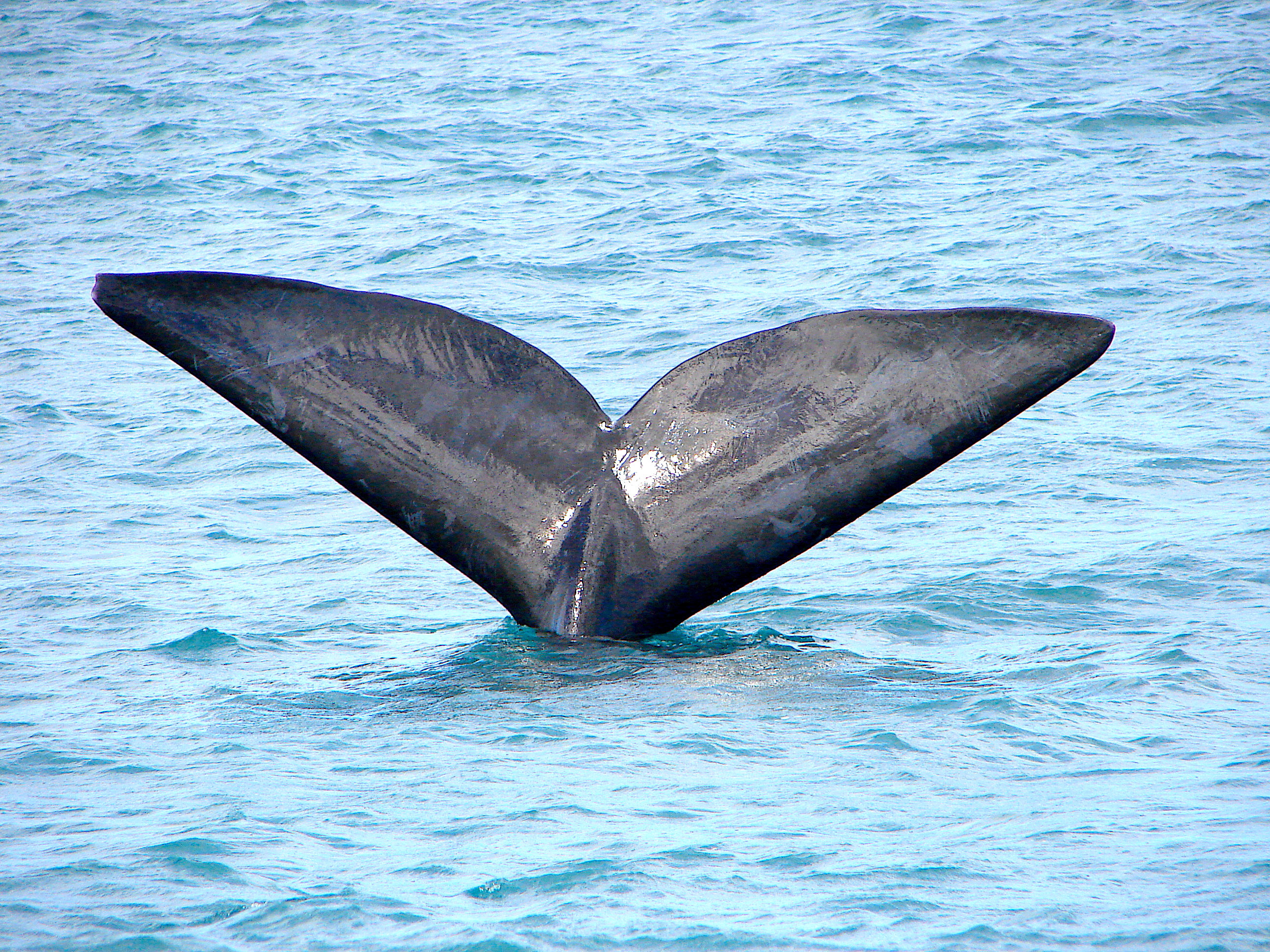
Vykrojený ocas velryby během plachtění

Zejména na rozmnožovacích stanovištích tráví velryby značnou část času u hladiny, kde odpočívají. Někdy stráví při hladině takové množství času, že si spálí hřbet. Klasickým projevem chování na hladině bývá silné pleskání prsními ploutvemi, šlehání ocasem a skoky nad hladinu, kterých může být až deset v řadě. Skoky nad hladinou bývají časté hlavně během rozmnožování. Velryby dopadají na záda, břicho nebo boky a tato šplouchnutí mohou být slyšena až na kilometr daleko. Častým typem chování při hladině je tzv. plachtění (tail sailing), což vypadá tak, že se velryba převrátí svisle hlavou dolů, takže její tělo zaujímá k hladině pravý úhel, a vystrčí nad hladinu svůj velký vykrojený ocas a nechává se větrem unášet horizontálním směrem. Velryby v této pozici vydrží i 20 minut. Význam plachtění ani skoků nad hladinu není znám. Podle jedné z hypotéz slouží „plachtění“ k termoregulaci / ochlazování těla nebo jde jednoduše o hru.
Velryby vykazují u hladiny značnou dávku zvědavosti. Často se přibližují k lidmi řízeným plavidlům do bezprostřední blízkosti, někdy do nich dokonce jemně šťouchají tělem.

## Predátoři a parazité

### Velrybí vši a svijonožci

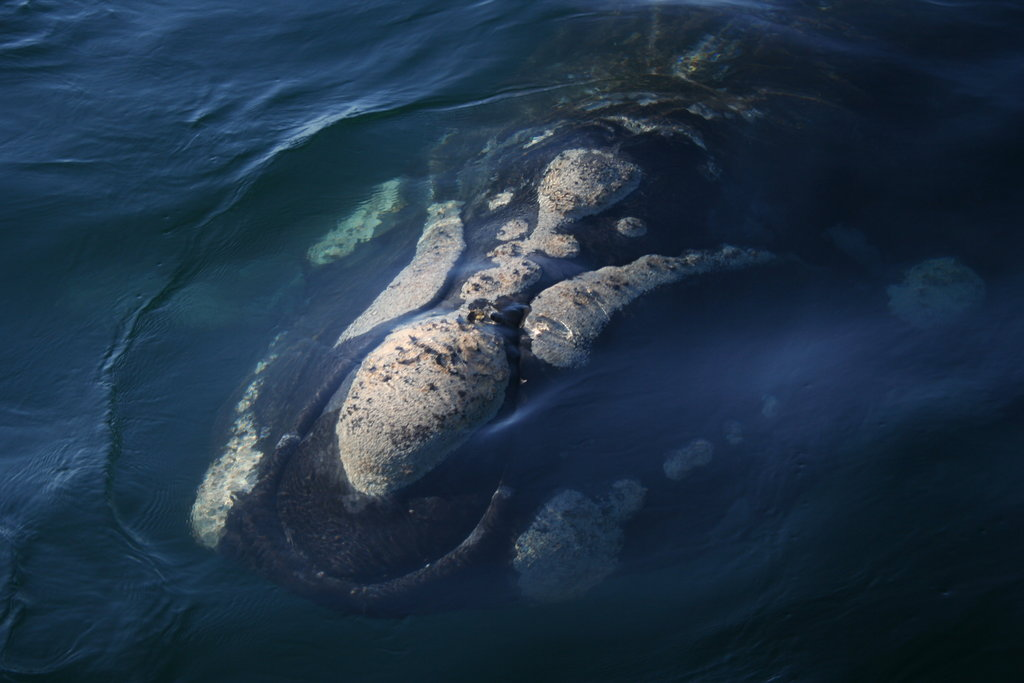
Hlava velryby jižní s patrnými koloniemi různonožců

Velrybí kalozity obývají kolonie různonožců z čeledi Cyamidae, též známých jako velrybí vši. S velrybami jižními jsou spojovány tři druhy velrybích vší, a sice Cyamus ovalis, Cyamus erraticus a Cyamus gracilis.
Tito malí živočichové neumí plavat a přenáší se z velryby na velrybu dotykem. Na mláďata se po narození nejdříve přenese druh Cyamus erraticus, který se z počátku usadí na hlavě a po několika měsících se přesune do míst s jemnější kůží, jako je oblast genitálií. Hlavu poté kolonizují druhy Cyamus ovalis a Cyamus gracilis.
V Brazílii byl zaznamenán případ mláděte velryby jižní, která měla na těle pouze jeden druh různonožce, a sice Cyamus boopis. Tento druh je jediným zástupcem velrybích vší u keporkaků, z čehož autoři nálezu vyvozují, že muselo dojít ke kontaktu keporkaka s mládětem velryby jižní. Většina zdrojů velrybí vši označuje jako parazity, protože se živí velrybí kůži a velryba nemá z různonožců viditelný prospěch. Nicméně americký oceánograf a biolog Robert D. Kenney upozorňuje na to, že velryba sice patrně nemá z přítomnosti vší žádný prospěch, nicméně neexistuje ani žádný solidní důkaz, že jsou velrybě na škodu. Kenney proto navrhuje označovat vztah spíše než ektokomenzální (živočich, který prosperuje z žití na jiném živočichu, zatímco host není negativně ovlivněn) spíše než parazitický.
Vedle vší jsou kalozity pokryty i koloniemi svijonožců. Ke konkrétním druhům zaznamenaným na velrybách jižních patří např. Tubicinella major. Na rozdíl od různonožců se neživí přímo částmi velryby, ale planktonem, který zachycují, když jím velryba proplouvá.

### Kosatky a žraloci

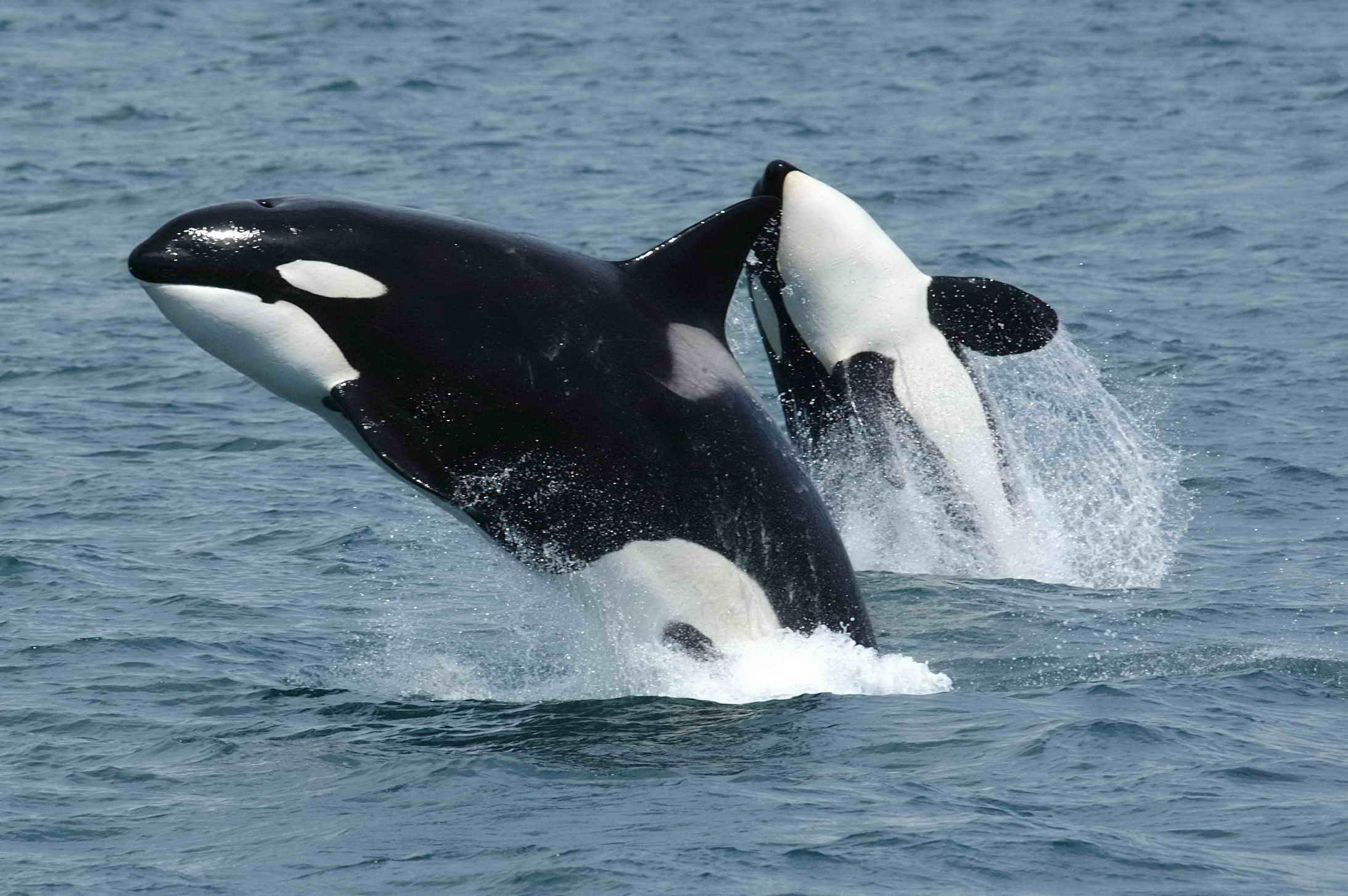
Kosatky dravé, hlavní přirozený predátor velryb jižních

K hlavním přirozeným predátorům velryb jižních patří kosatky dravé. Ty se zaměřují především na mláďata, i když mohou občas lovit dospělé jedince. Kosatky se při lovu velryb sdružují do skupin a koordinovaně na velryby útočí. Nicméně frekvence útoků a míra úspěšnosti není známa. Během studie predace kosatek na velrybách jižních u poloostrova Valdés bylo mezi lety 1972–2000 pozorováno jen 12 útoků kosatek na matky s mláďaty. Během těchto útoků matky vykazovaly jednoznačně identifikovatelné obranné chování: snažily se dostat mezi mládě a kosatky, používaly svůj ocas jako zbraň, snažily se zvýšit své šance formováním větších skupin s ostatními matkami, se kterými někdy utvářely růžicové formace, nebo se pokoušely dostat do mělčích vod, ve kterých mají kosatky problém s manévrováním. Množství zaznamenaných útoků je sice relativně nízké, avšak autoři studie se domnívají, že se jedná pouze o zlomek všech útoků a že shromažďování kojících matek s mláďaty v mělkých vodách poloostrova Valdés může být obrannou adaptací na útoky kosatek. Autoři dodávají, že tato „hypotéza predace“ by se dala aplikovat i na řadu dalších míst výskytu matek s mláďaty, které se často sdružují v mělkých zálivech. Je možné, že jednou z obranných strategií velryb jižních proti kosatkám je i omezení vzájemné zvukové komunikace, aby tak nepřilákaly pozornost „velryb zabijáků“.
Dalšími občasnými predátory jsou velké druhy žraloků, především žraloci bílí. Ti se hojně vyskytují mj. u australských břehů, kde jsou jizvy po žraločích kousnutích jasně zřetelné na veškeré tamější populaci velryb (samců, kojících i nekojících samic a nedospělých velryb). Nicméně hlavně u dospělých jedinců se jedná ze strany žraloků o víceméně náhodné, „testovací“ kousance a nepředpokládá se, že by žraloci byli schopni zabít dospělého, zdravého jedince. Žraloci bílí s oblibou hodují na velrybích mršinách.

### Útoky racků jižních

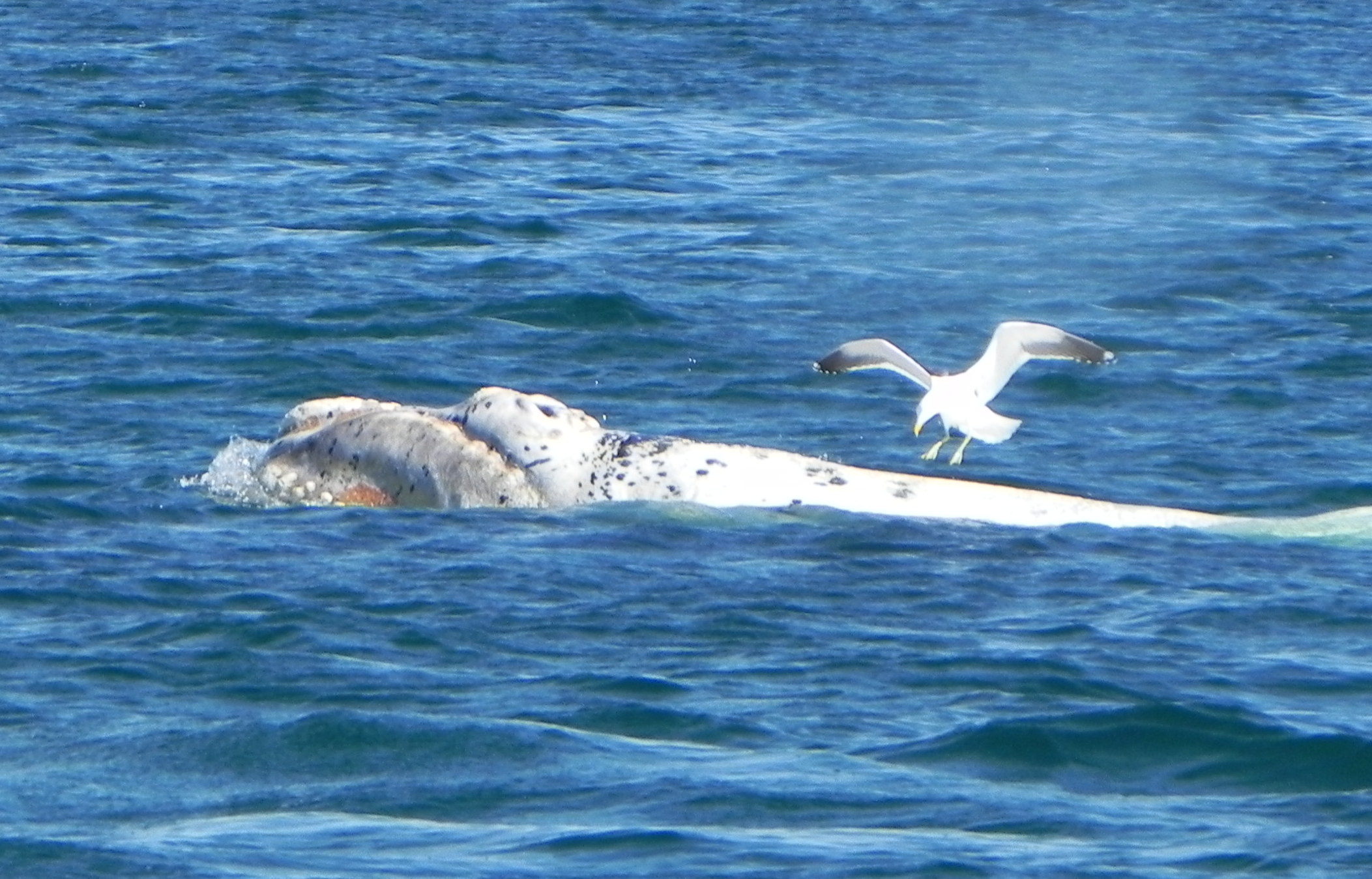
Racek jižní útočí na bíle pigmentovanou velrybu jižní u argentinských břehů

V 70. letech 20. století začalo ve vodách u poloostrova Valdés docházet k útokům racků jižních na hřbety velryb. Racci byli pozorováni při vyklovávání několik centimetrů hlubokých děr na hřbetech kytovců a požírání kůže a tuku velryb. Zatímco v 80. letech racci takto útočili převážně na matky s potomky, v 90. letech se jednalo prakticky jen o útoky na matky s jejich potomky. Velryby v reakci na útoky racků ohýbají hřbet, zvedají hlavu a ocas a někdy se úplně potopí. Jelikož racci útočí hlavně na již otevřené rány, předpokládá se, že preferují spíše tuk než kůži. Racci se kolem Valdésu začali masivně rozmnožovat od 70. let 20. století, a to patrně díky množství zbytků ryb vržených zpět do moře místními rybáři a narůstajícímu množství odpadu na skládkách vyprodukovaných vzrůstající populací na poloostrově i přibývajícím počtem turistů. Podíl velryb s jizvami po racčích útocích postupně vzrostl od 1 % v roce 1974 přes 37,8 % v roce 1990 k 76,8 % v roce 2008. V roce 2011 mělo jizvy po útocích racků 99 % velryb. Je možné, že právě následkem otevřených infikovaných ran narostla úmrtnost mláďat velryb jižních kolem poloostrova.
Velryby kolem poloostrova Valdés jsou zvláště citlivé na útoky racků, protože velrybí matky s mláďaty se tam zdržují hlavně v mělkých vodách v blízkosti břehů. Racci, kteří se jen zřídka vydávají na otevřené moře, tak velryby zatlačují do hlubších vod, kde je však nebezpečí útoku kosatek. Další nebezpečí racčích útoků vězí v tom, že velrybí matky ztrácí drahocenné tukové zásoby, takže buď mohou mít nedostatek mléka pro svá mláďata nebo jim mohou chybět energetické zásoby při migraci do vzdálených pastvišť. Pokud jsou matka s potomkem napadány, matka se častěji potápí, méně odpočívá a má tak na potomka méně času. Mezi lety 2003–2014 zemřelo kolem poloostrova Valdés nejméně 626 velrybích mláďat a je pravděpodobné, že útoky racků měly na takto nezvykle vysoké úmrtnosti významný podíl.
Koncem 10. let 21. století bylo stejné chování racků jižních zaznamenáno i u břehů Jihoafrické republiky. Není přitom jasné, zda se jihoafrická populace racků tomuto chování naučila od svých argentinských příbuzných, nebo se jedná o nezávisle naučené chování.

## Vztah klidem

### Velrybářství

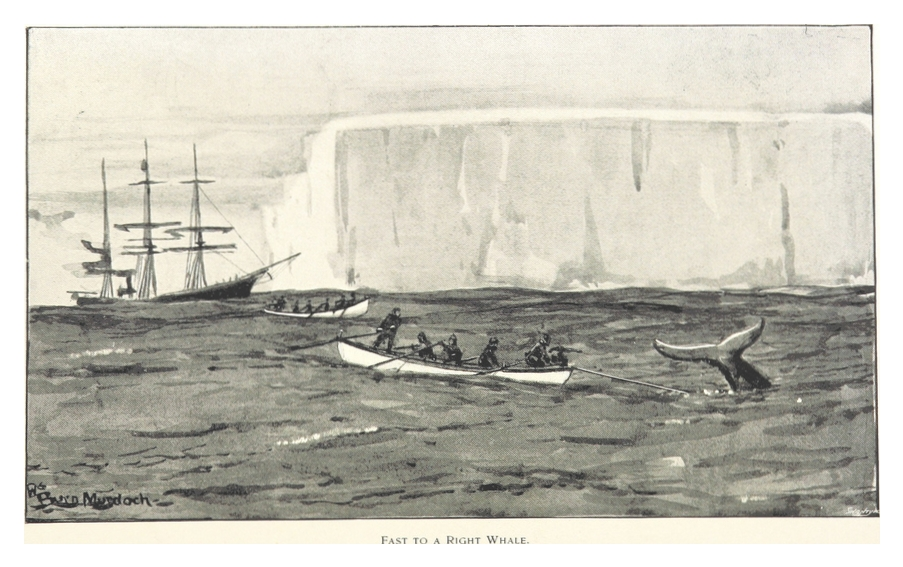
Kresba zachycující lov velryb (William Murdoch, před rokem 1896)

Na rozdíl od některých kytovců severní polokoule, velryby jižní nebyly příliš loveny domorodými národy. Není známo, že by např. Austrálci někdy lovili jakékoliv velryby. Novozélandští Maorové patrně kytovce lovili, avšak pouze příležitostně. Technika lovu spočívala v zahnání zvířete na mělčinu. Skutečný rozmach velrybářství započal až v polovině 18. století s příchodem velrybářů evropského původu. Zástupci velrybovitých si brzy získali přezdívku „pravé velryby“, jelikož je první velrybáři považovali za ty „pravé“ velryby k lovení. Důvod byl ten, že z pravých velryb se dalo získat ohromné množství tuku, jedná se o pomalé plavce, takže je bylo snadné polapit, mají množství dlouhých kostic, které byly dále zpracovávány, a když byli tito kytovci zabiti, plovali na hladině, takže je bylo snadné zpracovat. Kostice velryb se v minulosti používaly mj. jako výztuhy v korzetech a deštnících. Z jedné velryby se dalo získat až 25 tun oleje a 2 tuny kostic. Technika lovu spočívala v harpunování – pokud se naskytla příležitost, velrybáři nejprve harpunovali mládě. Poté, co mu přispěchala na pomoc matka, harpunovali i ji.
Komerční velrybářství zažilo rozmach od 70. let 18. století, někdy v polovině 19. století začalo utichat a pokračovalo víceméně až do roku 1935, kdy velryby jižní začaly být mezinárodně chráněny. Celkový počet ulovených velryb je složité odhadnout, protože záznamy o lovech jsou neúplné a ty existující vypovídají hlavně o konečném nákladu (množství oleje a kostic) spíše než o počtu ulovených velryb, takže i v případě existujících záznamů představují konečná čísla ulovených kytovců pouze dohady.

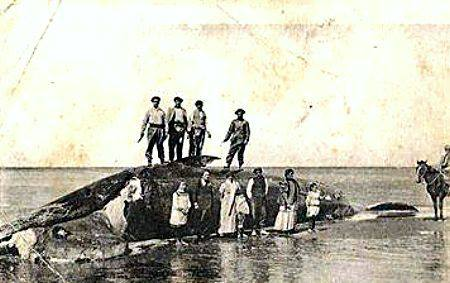
Velryba jižní uvízlá na mělčině na břehu Argentiny (1912)

Odhady velikosti populace před rokem 1770 se pohybují od 60 tisíc (IWC) přes 70 tisíc (IUCN) až po 100+ tisíc. Podle IUCN bylo mezi lety 1770–1900 uloveno kolem 150 tisíc velryb jižních, přičemž sám IUCN přiznává, že se jedná o konzervativní odhady. Ve 20. letech 20. století zbývalo posledních cca 300 jedinců, i když přesné odhady velikosti populace je problematické určit a mohlo jich vzhledem k poměrně vysoké genetické diverzitě v současné populaci přežít mnohem více. V řadě oblastí byly velryby zcela vyhubeny. Např. subpopulace z novozélandské pevniny byla do dvacátých let 20. století zredukována z desítky tisíc jedinců na cca 30–40 dospělých samic.
Lov velryb začal utichat po roce 1900. Podle mezinárodní úmluvy z roku 1935 byl lov velryb jižních zakázán. I přes zákaz se v některých oblastech s lovením ilegálně pokračovalo. K těm významnějším lovištím patřilo pobřeží Brazílie, kde mezi lety 1950–1973 bylo odchyceno a zabito asi 350 kusů velryb jižních. Vůbec nejvíce velryb jižních po roce 1935 odchytly lodě Sovětského svazu. V letech 1951–1971 sovětští velrybáři podle oficiálních záznamů zabili 3 368 jedinců. Nicméně skupina vědců zkoumajících historickou dokumentaci sovětských lovů považuje dané číslo za podhodnocené. Ilegální lov Sovětů významně zpomalil proces obnovy populace.

### Moderní hrozby a ochrana
Na rozdíl od některých jiných druhů kytovců, velryby jižní nejsou příliš ohroženy uvíznutím na mělčině, protože jsou zvyklé se v mělkých vodách pohybovat. K hlavním moderním hrozbám druhu patří především srážky s loděmi a možnost zamotání do rybářského náčiní komerčních rybářských operací. I když touto cestou dochází k občasným úmrtím velryb, neohrožuje to zotavení jejich celkové populace. Přispívá k tomu patrně i nižší zalidněnost jižní polokoule spojená s nižším provozem na moři. Na velryby má negativní vliv i znečištění moří plasty.
V roce 1965 popisoval IUCN stav populace jako vzácně se vyskytující. Mezi lety 1988–1996 populaci hodnotil jako zranitelnou a od roku 2008 vede druh jako málo dotčený.

### Pozorování velryb
Jak ve 2. polovině 20. století začala populace velryb opětovně narůstat, rostl počet zájemců o pozorování těchto kytovců. Pozorování velryb tak začalo mít vzrůstající pozitivní ekonomický dopad na pobřežní komunity lidí a příznivě ovlivnilo i vnímání a potažmo i ochranu těchto kytovců.
K nejvýznamnějším africkým centrům pozorování velryb patří Hermanus v Jihoafrické republice. K břehům tohoto města se stahují velryby jižní hlavně v zimě a na jaře (červenec–listopad) a vedle klasických způsobů komerčního pozorování kytovců z lodi či letadla lze tyto mořské savce dobře pozorovat i z břehu. V Jižní Americe patří k nejvýznamnějším oblastem pozorování poloostrov Valdés.